# Campeonato Montenegrino de Futebol
O Campeonato Montenegrino de Futebol (em montenegrino: Prva Crnogorska Fudbalska Liga), também conhecido como a Meridianbet Primeira Liga de Futebol de Montenegro por razões de patrocínio, é o principal torneio deste desporto no país. Sua organização e administração é da Associação de Futebol de Montenegro.
Em sua estrutura geral, atualmente este campeonato é disputado por dez equipes. O campeão fica com a vaga do país na segunda rodada qualificatória da Liga dos Campeões da UEFA. O vice-campeão classifica-se para as fases de qualificação da Liga Europa da UEFA, juntamente com a equipe que conquistar o título da Copa Nacional de Montenegro. O último colocado acaba sendo rebaixado para a Segunda Liga de Futebol de Montenegro.

## Histórico
Montenegro possui um campeonato próprio de futebol desde 2006, quando tornou-se independente (após o referendo que o separou da atual Sérvia), sendo o Zeta o primeiro campeão da história. Anteriormente a este fato, a principal competição deste esporte no país foi tratada como parte da antiga Iugoslávia (até 2002) e, após, como sendo de Sérvia e Montenegro (2003 a 2006).
Nestas doze temporadas já disputadas como um campeonato próprio, dezenove diferentes equipes participaram da liga principal de Montenegro. Deste total, sete clubes conquistaram o título.

### Estrutura da Liga
Quanto ao número de participantes, o total era de doze equipes até a temporada de 2016-2017. A partir do campeonato disputado em 2017-2018, a Primeira Liga passou a contar com dez clubes.
O sistema de acesso e descenso entre as divisões consiste no rebaixamento automático do último colocado da Primeira Liga para a Segunda Liga, e desta sendo promovida a equipe campeã para a elite. As duas equipes que terminam logo a frente da última colocada na Primeira Liga disputam partidas de repescagem, em sistema de playoffs, contra o vice-campeão e terceiro colocado da Segunda Liga, valendo as duas vagas para ambas as divisões da temporada seguinte (os vencedores vão para a Primeira e os perdedores disputarão a Segunda).

### Rivalidades
A maior rivalidade no futebol de Montenegro se encontra nas partidas disputadas entre Budućnost e Sutjeska, desde o início das competições oficiais em 1932. Outro encontro tratado em igual teor está nas disputas entre Budućnost e Lovćen Cetinje.

## Campeões
Segue-se, abaixo, o quadro com os campeões da Primeira Liga de Montenegro.
| Temporada | Campeão                |
| --------- | ---------------------- |
| 2006-07   | Zeta                   |
| 2007-08   | Budućnost              |
| 2008-09   | Mogren                 |
| 2009-10   | Rudar                  |
| 2010-11   | Mogren                 |
| 2011-12   | Budućnost              |
| 2012-13   | Sutjeska               |
| 2013-14   | Sutjeska               |
| 2014-15   | Rudar                  |
| 2015-16   | OFK Titograd (Mladost) |
| 2016-17   | Budućnost              |
| 2017-18   | Sutjeska               |
| 2018-19   | Sutjeska               |
| 2019-20   | Budućnost              |
| 2020-21   | Budućnost              |
| 2021-22   | Sutjeska               |
| 2022-23   | Budućnost              |
| 2023-24   | Dečić                  |
| 2024-25   | Budućnost              |

### Total de títulos
| Equipe                 | Cidade    | Campeão | Vice-campeão |
| ---------------------- | --------- | ------- | ------------ |
| FK Budućnost           | Podgorica | 7       | 9            |
| FK Sutjeska            | Nikšić    | 5       | 4            |
| FK Rudar               | Pljevlja  | 2       | 1            |
| FK Mogren              | Budva     | 2       | -            |
| FK Zeta                | Golubovci | 1       | 2            |
| OFK Titograd (Mladost) | Podgorica | 1       | -            |
| Dečić                  | Tuzi      | 1       | -            |
| Lovćen                 | Tuzi      | -       | 1            |
| Mornar                 | Tuzi      | 1       | -            |

## Times da temporada 2024–25
As seguintes equipes participam da temporada 2024–25.
- FK Arsenal, Tivat
- FK Bokelj, Kotor
- Budućnost, Podgorica
- FK Dečić, Tivat
- FK Jedinstvo, Bijelo Polje
- FK Jezero, Plav
- FK Mornar, Bar
- FK Otrant-Olympic, Ulcinj
- OFK Petrovac, Petrovac
- FK Sutjeska, Nikšić